# Windows Mobile Device Center
Windows Mobile Device Center е програма за синхронизиране, представляваща заместник на Active Sync, създадена от Microsoft. Проектирана е да синхронизира различно съдържание, включително музика, видео, контакти, събития от календара и други файлове. Синхронизацията се извършва между устройства с Windows Mobile и операционната система Microsoft Windows.
| Дата               | Версия |
| ------------------ | ------ |
| 6 октомври 2006 г. | Бета 3 |
| 1 февруари 2007 г. | 6.0    |
| Юни 2007 г.        | 6.1    |

## Характеристики
Докато вградените драйвери на Windows Vista предлагат свързване на устройства с Windows Mobile чрез Windows Explorer, Windows Mobile Device Center предлага начин за потребителите да интегрират техните данни в няколко Windows приложения.
Основният драйвер на Windows Vista предлага преглед на устройството, копиране на файлове и синхронизация с Windows Media Player. За пълна функционалност, включващи задачи за синхронизиране, данни от календара, контакти, e-mail и т.н. трябва да се изтегли Windows Mobile Device Center, който предоставя допълнителни драйвери. Синхронизации на Windows Mail, Windows Calendar, Windows Contacts, Outlook Express, както и на други версии на Outlook преди Outlook 2003 не се поддържат. Когато устройство с Windows Mobile е свързано, Mobile Device Center панелът се показва и предоставя опции за управлението на данните и настройките на устройството.
Синхронизацията може да се извърши чрез Bluetooth, USB и сериен порт. Въпреки това синхронизирането чрез сериен порт не е активирано по подразбиране и потребителят трябва да използва регистъра, за да го активира.
Windows Mobile Device Center може да синхронизира следните неща:
- PIM информация с Microsoft Outlook 2003 и по-късни версии
- Снимки с Windows Photo Gallery
- Видеота с Windows Media Player
- Музика с Windows Media Player
- маркировки на страници (Favorites) с Internet Explorer
- Папки и основните типове файлове с Windows Explorer
- програми на Windows Mobile и ъпдейтове на версията

|  | Тази страница частично или изцяло представлява превод на страницата Windows Mobile Device Center в Уикипедия на английски. Оригиналният текст, както и този превод, са защитени от Лиценза „Криейтив Комънс – Признание – Споделяне на споделеното“, а за съдържание, създадено преди юни 2009 година – от Лиценза за свободна документация на ГНУ. Прегледайте историята на редакциите на оригиналната страница, както и на преводната страница, за да видите списъка на съавторите. ВАЖНО: Този шаблон се отнася единствено до авторските права върху съдържанието на статията. Добавянето му не отменя изискването да се посочват конкретни източници на твърденията, които да бъдат благонадеждни. |